# La nostalgia/Il bel tempo
La nostalgia/Il bel tempo è un singolo di Orietta Berti pubblicato nel 1977 dalla casa discografica Polydor.

## Descrizione
Il brano La nostalgia è inserito nell'episodio L'uccellino della Val Padana del film I nuovi mostri dove è protagonista insieme ad Ugo Tognazzi. 
Ha cantato lo stesso brano anche alla prima edizione di Discoring dove è stata ospite.

## Tracce
1. La nostalgia
2. Il bel tempo